# Ceca hitovi 1 (2007)
Ceca hitovi 1 je deseta glasbena kompilacija srbske pop-folk pevke Svetlane Ražnatović - Cece, ki je leta 2007 izšla v beograjski založbeni hiši PGP-RTS. 
To je obenem tudi prva od treh kompilacij, kolikor jih je leta 2007 objavila omenjena založbena hiša: Kompilacija 1, Kompilacija 2 in Kompilacija 3.
Na kompilaciji so uspešnice z albumov, ki jih je pevka izdala za PGP-RTS, v obdobju med leti 1988 in 1999.

## Seznam skladb
| CD Različica    | CD Različica                 | CD Različica                                   | CD Različica              | CD Različica |
| Št.             | Naslov                       | Pisec                                          | Album                     | Dolžina      |
| --------------- | ---------------------------- | ---------------------------------------------- | ------------------------- | ------------ |
| 1.              | „Beograd‟                    | Tradicional                                    | Fatalna ljubav            | 3:40         |
| 2.              | „Šta je to u tvojim venama‟  | A. Radulović, M. Tucaković                     | Šta je to u tvojim venama | 3:20         |
| 3.              | „Volim te‟                   | D. Ivanković, I. Tadić, M. A. Kemiš            | Babaroga                  | 4:06         |
| 4.              | „Zaboravi‟                   | S. Veličković                                  | Šta je to u tvojim venama | 4:16         |
| 5.              | „Sve u svoje vreme‟          | S. Orsana, M. A. Kemiš                         | Ceca (glasbeni album)     | 2:56         |
| 6.              | „Mokra trava‟                | M. Zeković, M. A. Kemiš                        | Babaroga                  | 3:17         |
| 7.              | „Vreteno‟                    | A. Milić, M. Tucaković                         | Maskarada                 | 3:51         |
| 8.              | „Crveno‟                     | A. Milić, M. Tucaković, Lj. Jorgovanović       | Ceca 2000                 | 3:56         |
| 9.              | „Crni sneg (duet Aca Lukas)‟ | H. Varešanović, M. Tucaković, Lj. Jorgovanović | Ceca 2000                 | 3:47         |
| 10.             | „Fatalna ljubav‟             | A. Radulović, M. Tucaković                     | Fatalna ljubav            | 3:36         |
| 11.             | „Zabraniću srcu da te voli‟  | Z. Matić, M. Kodić, A. Ilić                    | Ludo srce                 | 4:05         |
| 12.             | „Nije monotonija‟            | A. Radulović, M. Tucaković                     | Fatalna ljubav            | 3:25         |
| 13.             | „Sviće dan‟                  | M. Vukašinović, M. Tucaković, Lj. Jorgovanović | Ceca 2000                 | 3:21         |
| 14.             | „Brat i sestra‟              | N. Stefanović, M. Tucaković, Lj. Jorgovanović  | Ceca 2000                 | 4:08         |
| 15.             | „Detelina sa četiri lista‟   | D. Erić, D. Ivanković, M. Kodić                | Cvetak zanovetak          | 5:07         |
| 16.             | „Hej, ljubavi, ljubavi‟      | S. Spasić, M. Kodić                            | Ludo srce                 | 3:13         |
| Skupna dolžina: | Skupna dolžina:              | Skupna dolžina:                                | Skupna dolžina:           | 60:04        |

## Naklada
Prva naklada glasbene kompilacije je štela 5.000 izvodov. 

## Ostale informacije
- Glasbeni urednik: Miša Mijatović
- Odgovorni urednik: Vladimir Graić
- Direktor in glavni urednik: Ognjen Uzelac
- Postprodukcija: Zoran Č. Stefanović

## Zgodovina objave zgoščenke
| Država | Datum | Založba | Oblika |
| ------ | ----- | ------- | ------ |
| Srbija | 2007  | PGP-RTS | CD     |